# Distrito de Kelmė
El distrito de Kelmė (lituano: Kelmės rajono savivaldybė) es un municipio-distrito lituano perteneciente a la provincia de Šiauliai.
En 2011 tiene 32 412 habitantes. Su capital es Kelmė.
Comprende un conjunto de áreas rurales ubicadas al suroeste de la capital provincial Šiauliai.

## Subdivisiones
Se divide en 11 seniūnijos (entre paréntesis la localidad principal):
- Seniūnija de Kelmė Rural (Kelmė)
- Kelmė (seniūnija formada por la capital municipal)
- Seniūnija de Kražiai (Kražiai)
- Seniūnija de Kukečiai (Kukečiai)
- Seniūnija de Lioliai (Lioliai)
- Seniūnija de Pakražantis (Griniai)
- Seniūnija de Šaukėnai (Šaukėnai)
- Seniūnija de Tytuvėnai Rural (Tytuvėnai)
- Tytuvėnai (seniūnija formada por dicha ciudad)
- Seniūnija de Užventis (Užventis)
- Seniūnija de Vaiguva (Vaiguva)